# Planalto, São Paulo
Planalto là một đô thị ở bang São Paulo của Brasil. 
Dân số năm 2004 ước tính là 4.014 người.

## Thông tin nhân khẩu
Dữ liệu dân số theo điều tra dân số năm 2000
Tổng dân số: 3.670
- Thành thị: 2.829
- Nông thôn: 841
- Nam giới: 1.869
- Nữ giới: 1.801

Mật độ dân số (người/km²): 12,68
Tỷ lệ tử vong trẻ sơ sinh dưới 1 tuổi (trên một triệu người): 19,81
Tuổi thọ bình quân (tuổi): 69,24
Tỷ lệ sinh (số trẻ trên mỗi bà mẹ): 2,56
Tỷ lệ biết đọc biết viết: 84,95%
Chỉ số phát triển con người (HDI-M): 0,744
- Chỉ số phát triển con người - Thu nhập: 0,683
- Chỉ số phát triển con người - Tuổi thọ: 0,737
- Chỉ số phát triển con người - Giáo dục: 0,812

(Nguồn: IPEADATA)